# Козіївка (Богодухівський район)
Козі́ївка — село в Україні, у Краснокутській селищній громаді Богодухівського району Харківської області. Населення становить 2338 осіб. До 2020 орган місцевого самоврядування — Козіївська сільська рада, якій також були підпорядковані населені пункти Городнє, Лучки, Прокопенкове, Ходунаївка.

## Географія
Село Козіївка знаходиться на відстані за 4 км від річки Мерла (правий берег). До села примикає село Городнє. В селі бере свій початок балка Яр Козіївський на якій зроблено кілька загат. Через село проходить автомобільна дорога Т 1701 (Т 1702). До райцентру, міста Краснокутськ — 10 км.

## Клімат
Клімат Козіївки помірно континентальний. Зима починається в середині листопада. І тоді переважає хмарна погода, відносна вологість збільшується до 80-90 %. Сніговий покрив зберігається в середньому 100—110 днів. Взимку випадає близько 20-25 відсотків річної кількості опадів, переважно — сніг. Зима з частими відлигами, інколи настільки інтенсивними, що поверхня землі залишається взагалі без снігу. Найхолодніший місяць — січень. Його абсолютний мінімум — 40 °C.
Весна починається в останніх числах березня. У квітні можливе пониження нічної температури до — 10-15 °С. Бувають снігопади. Весна часто затяжна і супроводжується поверненням холоду.
Літо починається всередині травня. Воно тепле, помірне, інколи — жарке, з невелими опадами. Найтепліший місяць — липень. Максимальна температура +39 °C.

## Історія

### Давня історія
Землі, на яких розташовані Козіївка і навколишні села, були заселені вже в першій половині 1 тисячоліття до н. е.. Про це свідчить велика городище скіфського часу, що знаходиться між селами Козіївка і Городнє. У Козіївці знайдений скарб ранньо-слов'янських речей VII століття.
В часи Київської Русі наша територія входила до Новгород — Сіверської землі, була її окраїною. Про це свідчать знахідки слов'янських старожитностей на території нашого краю.
На Городищі досліджено залишки колишніх оборонних споруд. Серпоподібний вал висотою 2 метри, шириною у основі 8 метрів захищав слов'янське поселення від нападу кочовиків. А вони — спочатку печеніги, потім половці- нерідко кочували поблизу. Може саме тут русичі на чолі з новгород — сіверським князем Ігорем, перейшовши р. Мерлу, в одному з боїв розбили половців. Про це повідомляє «Літопис Руський» під 1180 роком.
Після монголо — татарської навали наші землі майже на чотири століття залишилися пусткою, або, як їх ще називали «диким полем». Життя тут лише жевріло. В І половині XVII століття ці землі почали заселятись українцями, вихідцями з Правобережної України, які тікали від закріпачення і гніту польськими панами і католицькими священиками. Найбільше переселення відбулося після смерті Богдана Хмельницького в 1663—1667 роках.

### Заснування села
Козіївка заснована приблизно в середині XVII ст. У письмових джерелах вперше згадується в 1682 році як слобода. У «бачених книзі міст Охтирського полку» зазначається, що в 1686 році в Козіївка проживало 50 українців, у тому числі 30 козаків. Родючі землі і багаті лісові масиви залучали нових переселенців, і чисельність населення Козіївки збільшувалася. Козаки охороняли південні кордони Російської держави від набігів татарських і турецьких орд.
Яскравим проявом міцності братерського союзу і дружби російського та українського народів була їх спільна боротьба проти шведських інтервентів на початку XVIII ст. У лютому 1709 року між Козіївка і Городному відбувся бій між загонами шведської та російської армій. У цьому бою шведським загарбникам було завдано відчутного удару. В помсту за допомогу, яка надається козіївцямі російським військам, шведи розграбували і спалили село. Один із сподвижників Петра I А. Д. Меньшиков в листі від 16 лютого 1709 писав: «Ворог, після учінівшагося йому під Городні безсчастія і не возмогші проти того військовим чином вчинити нам відплати, почин тутешнім жителям многая розорення».
Фото буде …
Козіївка ставилася до Городнянської сотні Охтирського полку. За переписом 1732, у ній проживало 209 полкових козаків, 569 підпомічників, 29 підсусідків, 10 підданих. У селі була школа.
Після ліквідації полкового устрою Слобідської Україні козаки полкової служби та підпомошники переведені в розряд військових обивателів. Вони повинні були платити подушну подати — 85 коп. без права винокуріння і 95 коп. при користуванні таким правом. Згодом розмір податку збільшився і в 80-х роках XVIII ст. вже становив 1 крб. 20 коп., Але цим збільшення податків не обмежилася.
З 1765 року казенна слобода Козіївка ставилася до Богодуховському коміссарство Охтирської провінції. У 1773 році в ній вже налічувалося 2197 жителів, у тому числі 2010 військових обивателів, 25 представників колишньої козацької старшини, 59 підданих.
Населення в основному займалося землеробством і скотарством. Також були розвинені ремесла: ковальське, слюсарне, столярне, шевська, салотопний. В слободі було 7 гуралень. Жінки ткали полотно та сукна для власних потреб і частково на продаж. Багато займалися чумацтво — возили на Дон продукти землеробства, а привозили сіль і червону рибу. У XIX ст. в Козіївці щорічно відбувалися чотири ярмарки (Харківський облгосархів, ф. 3, оп. 166, д. 295, т. 3, л. 412.). На ярмарках, що тривали кілька днів, крім продуктів сільського господарства і худоби, продавалися вироби зі шкіри та металів, тканини селянського виробництва та інше.
На початок 60-х років XIX ст. більшість жителів Козіївки, як і раніше, складали військові обивателі. Частина козіевцев (94 ревізькі душі) були кріпаками, належали двом місцевим поміщикам. При проведенні селянської реформи 1861 року вони отримали особисту свободу і земельні наділи, за що повинні були внести викуп, у три рази перевищував вартість землі. За статутний грамоті, підписаної в 1862 році, середній наділ становив 2 десятини 1200 кв. сажнів на душу. З 34 дворових тільки 26 отримали наділи. За кожен душовою наділ потрібно було вносити 7 руб. 75 коп. на рік викупних платежів. В іншому маєтку селяни (10 душ) зовсім не отримали землі, тому погодилися після закінчення терміну тимчасовозобов'язаних відносин переселитися на казенні землі./462/
В кінці XIX ст. на 1028 дворів Козіївки доводилося 3266 десятин землі. Більшість бідняцьких господарств володіло ділянками до 1 десятини. Понад половини дворів не мали коней та сільськогосподарського реманенту. Селянське безземелля в Козіївка особливо впадало в очі, так як її оточували великі поміщицькі земельні володіння. Селяни були змушені найматися за мізерну плату в поміщицькі економії, де їх нещадно експлуатували.

### ХХ століття
20 липня 1906 року близько 500 мешканців цього села та навколишніх вирушили на штурм економії, відбулись зіткнення. Заворушення відбувалися і у наступному році.
10 грудня 1917 року в селі почалась перша радянська окупація, під час якої було пограбовано поміщицькі землі.
Навесні 1918 року українські війська звільнили село та встановили владу. Наприкінці 1918 року українська влада втратила контроль над селом, яке окупували червоні.
Влітку 1919 року село було захоплено денікінцями. У середині грудня 1919 року село захопила Червона Армія.
12 червня 2020 року, розпорядженням Кабінету Міністрів України № 725-р «Про визначення адміністративних центрів та затвердження територій територіальних громад Харківської області», увійшло до складу Краснокутської селищної громади.
19 липня 2020 року, в результаті адміністративно-територіальної реформи та ліквідації Краснокутського району, село увійшло до складу Богодухівського району.

## Археологія
У 60-х роках археологічна експедиція Харківського державного університету працювала на території скіфського городища, що розташоване між Козіївкою і Полковою Микитівкою. Стародавнє поселення вражає своїми розмірами. Оборонний земляний вал, у якому було 11 проходів, тягнеться на 2762 метри, замикаючи площу в 54 гектари. Цей вал мав висоту 2 метри, а ширину до 8 метрів. По гребню валу було поставлено дерев'яну огорожу (звідси і назва гороховище).

## Відомі люди
- Бобрицький Павло Сергійович (1996—2022) — лейтенант Збройних сил України, учасник російсько-української війни. Герой України (2025, посмертно).
- Нікітенко Григорій Григорович — державний діяч, міністр легкої промисловості УРСР.